# 中華民國駐印度尼西亞代表列表
本列表為中華民國駐印度尼西亞共和國歷任代表名錄。兩國無正式外交關係。

## 無邦交時期

### 代表機構
1967年9月18日，中華民國工商界赴印尼友好貿易訪問團於印尼首都雅加达與印尼工商代表團簽署《中印直接貿易及經濟合作基本協議書》，同意為促進直接貿易，在對方首都互設代表機構。
1972年7月4日，中華民國於印尼首都設立駐耶加達中華商會（Chinese Chamber of Commerce to Jakarta, Indonesia）。
1990年1月19日，更名為具大使館功能的駐印尼台北經濟貿易代表處（Taipei Economic and Trade Office, Jakarta, Indonesia）。

### 歷任代表（1971年至今）
| 姓名   | 任命           | 到任             | 免職           | 離任           | 外交銜級 對外名義 | 外交職務 本職職務 | 備註     | 備註 |
| ------ | -------------- | ---------------- | -------------- | -------------- | ----------------- | ----------------- | -------- | ---- |
| 蔣貽曾 | 1972年7月11日  | 1971年3月5日     | 1976年12月15日 | 1976年12月31日 | 會長              | 會長              |          |      |
| 吳玉良 | 1976年12月15日 | 1977年5月27日    |                | 1981年3月10日  | 會長              | 會長              |          |      |
| 劉恩第 | 1981年1月26日  | 1981年3月9日交接 |                | 1981年11月16日 | 會長              | 會長              |          |      |
| 彭傳樑 | 1981年9月30日  | 1981年11月6日    | 1987年7月7日   | 1987年9月18日  | 會長              | 會長              |          |      |
| 鄭文華 | 1987年7月7日   | 1987年9月11日    | 1992年4月23日  | 1992年5月21日  | 代表              | 代表              |          |      |
| 陸寶蓀 | 1992年7月30日  | 1992年9月9日     |                | 1999年         | 代表              | 代表              |          |      |
| 林水吉 | 1999年2月11日  | 1999年           | 2003年6月26日  | 2003年11月5日  | 代表              | 代表              |          |      |
| 林永樂 | 2003年7月30日  | 2003年11月5日    | 2007年2月6日   | 2007年3月1日   | 代表              | 代表              |          |      |
| 楊進添 |                | 2007年8月9日     |                | 2009年9月10日  | 代表              | 代表              |          |      |
| 夏立言 | 2009年10月23日 | 2009年12月2日    | 2013年10月23日 | 2013年11月15日 | 代表              | 代表 特命全權大使 | [ 註 1 ] |      |
| 張良任 | 2013年11月21日 | 2014年1月22日    | 2016年10月24日 | 2016年12月     | 代表              | 特命全權大使      |          |      |
| 陳忠   |                | 2016年12月16日   | 2024年10月21日 | 2024年12月     | 代表              | 特命全權大使      |          |      |
| 洪振榮 | 2024年10月21日 | 2024年12月27日   |                | 現任           | 代表              | 特命全權大使      |          |      |

## 外部連結
- 駐印尼臺北經濟貿易代表處（Facebook、Twitter）